# Anna Amelia Obermeyer
Anna Amelia Obermeyer-Mauve (1907–2001) est une botaniste sud-africaine.

## Biographie
Elle effectue ses études à la Oost Eind School à Pretoria, jusqu'en 1925, puis intègre le Transvaal University College (actuellement Université de Pretoria), où elle obtient son B.Sc. en 1928 puis son M.Sc. en 1931. Elle étudie notamment auprès du Professeur C.E.B. Bremekamp.
En mai 1929 elle est nommée botaniste au Transvaal Museum, un poste qu'elle occupe jusqu'en août 1938, où elle épouse Anton Mauve, le mariage signifiant alors l'abandon d'une carrière professionnelle pour rester femme au foyer, ce qu'elle fait jusqu'au 1er décembre 1957 quand elle rejoint l'équipe du National Herbarium, qui récupère les collections botaniques du Transvaal Museum en 1953.
Après une première pause en 1972, elle prend sa retraite en 1985.

## Travaux
Anna Amelia Obermeyer travaille à l'Institut de Recherche Botanique de Pretoria. 
Au Transvaal Museum, elle travaille principalement sur les Acanthaceae, produisant des révisions de Barleria, Blepharis et Petalidium. Par ailleurs, elle décrit une importante collection de plantes de l'expédition Vemay-Lang dans le Kalahari et de celle d'Herbert Lang dans le Kruger National Park. Elle participe avec le Prof. Schweickerdt et Miss Verdoom à une expédition dans le Soutpansberg Salt Pan, et c'est elle qui dirige les publications résultant des spécimens collectés. D'autres collectes ont lieu hors d'Afrique du Sud, notamment en Rhodésie.
Elle donne son nom à plusieurs espèces :
- Crassulaceae : Cotyledon obermeyeriana Poelln.[4]
- Hemizygia obermeyerae, Ashby
- Asparagus obermeyerae, Jessop
- Barleria ameliae, A.Meeuse
- Lachenalia ameliae, W.F. Barker[1]

## Publications
- Obermeyer, AA. 1959. Petalidium bracteatum.Flowering Plants of Africa (en) 33: t. 1317
- Lewis, GJ, Obermeyer AA, Barnard TT. 1972.Gladiolus; a revision of the South African species. Ed Purnell, Cape Town. xxxi + 316 pp.  (ISBN 0-360-00155-6)
- Obermeyer AA, Lewis GJ, Faden RB. 1985. Xyridaceae-Juncaceae. Flora of Southern Africa Series, Vol 4 Part 2. Ed Botanical Research Institute, Pretoria. ix + 96 pp.
- Obermeyer, A.A. & Strey, R.G. (1969) A new species of Raphia from northern Zululand and southern Mozambique. Bothalia 10: 29-37.
- Du Toit, P.C.V. & Obermeyer, A.A. 1976. Ochnaceae. Pp. 1–13 in Ross, J.H. (ed.), Flora of Southern Africa, Vol. 22. Botanical Research Institute, Department of Agriculture Technical Services, Pretoria,  (ISBN 0-621-02870-3).
- Bremekamp, C.E.B. & Obermeyer, A.A., 1935. Sertum Kalahariense, a list of the plants collected. Annals of the Transvaal Museum 16: 399-42.
- Ellis, R.P, Manders, R. & Obermeyer, A.A., 1979. Anatomical observations on the peduncle of  Xvris capensis (Xyridaceae). Bothalia 12: 637-639.
- Lewis GJ & Obermeyer, A.A., 1985. Xyridaceae. Flora of southern Africa  4,2: 1-8.
- Sous le nom de Mauve, A.A.
  - 1966a. Flowering aquatic plants in South Africa. Fauna &  Flora 17: 19-23.
  - 1966b. Resurrection  plants. Fauna  &  Flora 17:  26-31 .
  - 1967. Water-lilies  in  South  Africa. Fauna  & Flora 18: 31-35.
  - 1968.  The  yellow   waterlily  of  the  Vaal  River. Fauna &  lora  19: 24.
  - 1973-74. [21  botanical  entries]. Standard Encyclopedia of southern Africa, vols 8-10. Nasou, Cape Town.
  - 1975. [5   botanical   entries]. Standard  Encyclopedia of southern Africa, vol. 11. Nasou, Cape Town.
- Sous le nom de Obermeyer A.A. 
  - 1933a. Notes on the distribution of Copaifera mopane Kirk. South African Journal of Science 30: 266-269.
  - 1933b. A revision of the South African species of Barleria. Annals of the Transvaal Museum 15: 123-180.
  - 1934. Addenda  and  corrigenda  to  the  revision  of the South African species of Barleria. Journal of Botany, London 72: 275-278.
  - 1936a. A revision of the South African species of Petalidium. Annals of the Transvaal Museum  18:151-162.
  - 1936b. A  new   tumbleweed   from   South  Africa. Journal  o f  South African  Botany 2:  187-189.
  - 1937a. A  preliminary  list  of plants collected in the Kruger National Park. Annals of the Transvaal Museum 17: 185-227.
  - 1937b. The South African species of Blepharis.   Annals  o f   the Transvaal Museum  19:  105-139.
  - 1959. Petalidium  hracteatum.  The  Flowering  Plants  o f  Africa 33:  t.1317.
  - 1960. Choananthus  cvrtanthijlorus. The Flowering Plants of Africa 34:  t. 1340.
  - 1961a. Notes and new records of South African plants: Barleria argillicola Oberm. Bothalia 7: 444, 445.